# ナム
「ナム」（“Numb”）は、アメリカ合衆国のロックバンド、リンキン・パークによる楽曲で、『メテオラ』からのサード・シングル。アルバムのラストを飾る。リンキン・パークの中で最も代表的な楽曲の一つ。
キーボードによるイントロが特徴的である。リリース以降はほぼ必ずライヴで演奏されている。「Numb」とは「しびれ」や「無感覚」を意味し、感覚を失っていく状態を表現した曲になっている。

## ミュージックビデオ
ジョー・ハーンが監督を務める。屋内の演奏シーンはロサンゼルスの教会で、野外のシーンははチェコのプラハにある聖ヴィート大聖堂で、橋はプラハの有名なカレル橋である。孤独な女子学生を中心としたビデオになっている。Youtubeでの再生回数は2023年6月時点で20億回を突破しており、彼らの楽曲の中で最も多くなっている。

## セールス
ビルボード誌のホット・モダン・ロック・トラックスチャート (Hot Modern Rock Tracks) において12週連続1位を獲得した。「Billboard Hot 100」での最高位は11位。また、2004年にはJay-Zの楽曲「Encore」とのマッシュアップで「Numb/Encore」としてリリースされた。フロントマンであるチェスター・ベニントンの死後、アメリカのビルボードを含め、各国の公式チャートで再登場を果たした。

## その他
プロ野球選手が自身の登場曲として「Numb/Encore」を起用する例が数例あり、日本プロ野球の新庄剛志 (SHINJO) 、青木宣親、森本稀哲、宮出隆自、陽岱鋼、吉田一将、緒方理貢、メジャーリーグベースボールのアレックス・ロドリゲスなどである。また、総合格闘家・水垣偉弥も入場曲として起用している。

## 規格と収録曲
| 全作詞・作曲: リンキン・パーク。 |                                              |                  |                  |      |
| #                                | タイトル                                     | 作詞             | 作曲・編曲       | 時間 |
| 1.                               | 「“Numb”」                                   | リンキン・パーク | リンキン・パーク | 3:06 |
| 2.                               | 「“From The Inside”」(Live at LPU Tour 2003) | リンキン・パーク | リンキン・パーク | 2:55 |
| 3.                               | 「“Numb”」(Music video)                      | リンキン・パーク | リンキン・パーク |      |

| #  | タイトル                                   | 作詞 | 作曲・編曲 | 時間 |
| -- | ------------------------------------------ | ---- | ---------- | ---- |
| 1. | 「“Numb”」                                 |      |            | 3:06 |
| 2. | 「“Easier To Run”」(Live at LPU Tour 2003) |      |            | 3:22 |
| 3. | 「“Faint”」(Music video)                   |      |            |      |